# Gáspár Borbás
Gáspár Borbás (* 26. Juli 1884 in Budapest, Österreich-Ungarn; † 14. Oktober 1976 in Budapest, Ungarn) war ein Fußballspieler, der zu den ersten Starspielern des ungarischen Fußballsports zählte und mit dem Ferencvárosi TC fünf Meistertitel holte.

## Vereinskarriere
Borbás gehörte zu den Gründungsmitgliedern des FTC und erzielte 1901 das erste Meisterschaftstor in der Geschichte des Vereins. Er war ein antrittsschneller und laufstarker Außenstürmer, der insbesondere auf dem linken Flügel zum Einsatz kam und für seine präzisen Hereingaben bekannt war, durchaus aber auch selbst als Torschütze in Erscheinung trat. Daneben zählte er zum Beginn des 20. Jahrhunderts zu den besten Kurzstreckenläufern in Ungarn.
1903 holte er mit den Franzstädtern den ersten Meistertitel, wechselte jedoch im folgenden Jahr zum Lokalrivalen Magyar Athletikai Club. Dort reichte es in den nächsten Jahren nur zu zwei Vizemeistertiteln, im Jahr 1907 wurde Borbás aber zum Spieler des Jahres gewählt. Der Stürmer kehrte 1909 zu seinem Stammverein zurück, wo er die erfolgreichste Zeit seiner Karriere verbrachte. Gemeinsam mit Imre Schlosser bildete er die linke Angriffsseite des FTC und holte in vier Jahren ebenso viele Meistertitel sowie einmal den Cupsieg. Schlosser profitierte von den Hereingaben seines Sturmpartners und wurde in jedem der vier Meisterjahre auch Torschützenkönig.
1916 beendet Borbás seine Spielerkarriere.

## Nationalmannschaft
Nachdem das erste Länderspiel des ungarischen Verbandes im Jahr 1902 noch ohne Borbás über die Bühne gegangen war, wurde er im April 1903 beim zweitmaligen Antreten der Nationalauswahl auf dem linken Flügel aufgestellt. Dabei gelang ihm im Spiel gegen Böhmen nach 16 Minuten ein Tor, was den ersten Treffer in der Geschichte der Nationalmannschaft bedeutete.
In den folgenden Jahren war er eine feste Größe bei den Ungarn und konnte sich in einer Sturmreihe mit Schlosser und Jenő Károly etablieren. Borbás war der erste Spieler seines Landes, der es auf eine zweistellige Anzahl von Einsätzen brachte. 1912 nahm er an den Olympischen Spielen teil, wo die Ungarn nach einer Auftaktniederlage gegen England in der Trostrunde weiterspielten und diese nach einem 3:1 gegen Österreich auch gewannen.
Sein 41. und letztes Länderspiel bestritt er im Oktober 1916 bei einem 2:3 gegen Österreich. Insgesamt erzielte er dabei elf Tore, davon nicht weniger als acht gegen den Erzrivalen.

## Nach dem Fußball
Schon während seiner aktiven Sportkarriere hatte Borbás ein Studium der Rechtswissenschaften absolviert, das er 1908 mit dem Doktorat abschloss. Damit war er der erste einer Reihe von Nationalspielern, die einen Doktortitel aufzuweisen hatten, wie nach ihm beispielsweise György Sárosi und Máté Fenyvesi. 1916 beendete er seine Sportkarriere um einen Beamtenposten anzunehmen. In seiner zweiten Karriere brachte es Borbás zum Staatsanwalt, blieb aber auch dem Fußball verbunden, als er beispielsweise die Spielervereinigung vertrat.

## Erfolge
- 5× ungarischer Meister: 1903, 1910, 1911, 1912, 1913
- 1× ungarischer Cupsieger: 1913
- 41 Spiele und 11 Tore für die ungarische Fußballnationalmannschaft: 1903–1916